# Черемичкіно
Череми́чкіно (рос. Черемичкино) — село у складі Топкинського округу Кемеровської області, Росія.

## Населення
Населення — 747 осіб (2010; 779 у 2002).
Національний склад (станом на 2002 рік):
- росіяни — 92 %